# Pascal Yoadimnadji
Pascal Yoadimnadji (1950 i det sydlige Tchad-23. februar 2007 i Paris) var regeringschef i Tchad under præsident Idriss Déby fra 3. februar 2005 til sin død. 

## Eksterne links
- Africa Database
- Gouvernement de la République du Tchad Arkiveret 26. februar 2008 hos  Wayback Machine

1. ↑  Navnet er anført på engelsk og stammer fra Wikidata hvor navnet endnu ikke findes på dansk.